# Melanie Tonello
Melanie Tonello (Newmarket, 8 dicembre 1991) è un'attrice canadese.
La sua fama è data principalmente per aver interpretato Becky Murthaugh in Il ritorno della scatenata dozzina.